# 在インドネシア外国公館の一覧

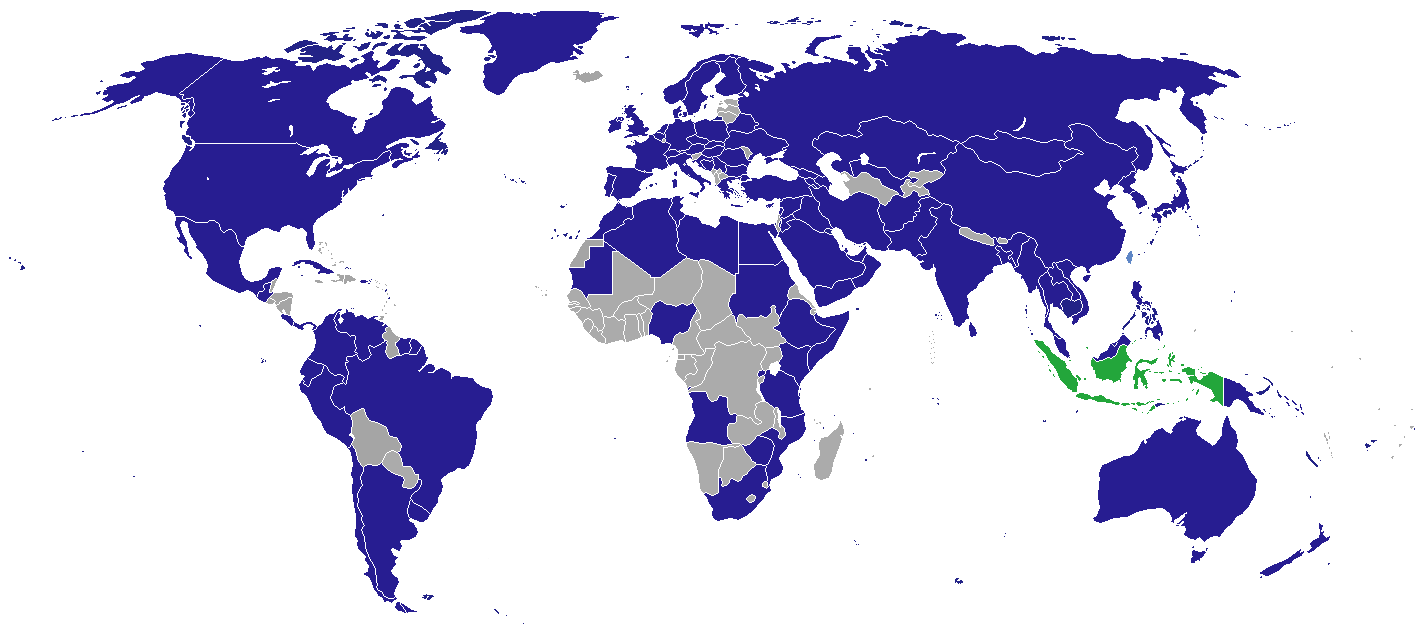
在インドネシア大使館のある国

下記は、在インドネシア共和国外国公館の一覧である。ジャカルタには現在105の大使館があり、また東南アジア諸国連合（ASEAN）の代表部を持つ国もある。また複数の国がジャカルタ以外の都市にも領事館を持っている。インドネシアと外交関係があるが大使館のない国は、北京、クアラルンプール、ニューデリーなど他国の大使館が代わりを担っている。

## 大使館

### ジャカルタ
1. アフガニスタン
2. アルジェリア
3. アルゼンチン
4. アルメニア
5. オーストラリア
6. オーストリア
7. アゼルバイジャン
8. バーレーン
9. バングラデシュ
10. ベラルーシ
11. ベルギー
12. ボスニア・ヘルツェゴビナ
13. ブラジル
14. ブルネイ
15. ブルガリア
16. カンボジア
17. カナダ
18. チリ
19. 中国
20. コロンビア
21. コスタリカ
22. クロアチア
23. キューバ
24. チェコ
25. デンマーク
26. エクアドル
27. エジプト
28. エチオピア
29. フィジー
30. フィンランド
31. フランス
32. ジョージア
33. ドイツ
34. グアテマラ
35. ギリシャ
36. バチカン
37. ハンガリー
38. インド
39. イラン
40. イラク
41. アイルランド
42. イタリア
43. 日本（大使館）
44. ヨルダン
45. カザフスタン
46. ケニア[1]
47. クウェート
48. ラオス
49. レバノン
50. リビア
51. マレーシア
52. モーリタニア[2]
53. メキシコ
54. モンゴル
55. モロッコ
56. モザンビーク
57. ミャンマー
58. オランダ
59. ニュージーランド
60. ナイジェリア
61. 北朝鮮
62. ノルウェー
63. オマーン
64. パキスタン
65. パレスチナ（大使館）
66. パナマ
67. パラグアイ
68. パプアニューギニア
69. ペルー
70. フィリピン
71. ポーランド
72. ポルトガル
73. カタール
74. ルーマニア
75. ロシア
76. サンマリノ
77. サウジアラビア
78. セルビア
79. シンガポール
80. スロバキア
81. ソロモン諸島
82. ソマリア
83. 南アフリカ共和国
84. 韓国
85. スペイン
86. スリランカ
87. スーダン
88. スリナム
89. スウェーデン
90. スイス
91. シリア
92. タイ
93. 東ティモール
94. チュニジア
95. トルコ
96. ウクライナ
97. アラブ首長国連邦
98. イギリス
99. アメリカ合衆国
100. ウルグアイ
101. ウズベキスタン
102. ベネズエラ
103. ベトナム
104. イエメン
105. ジンバブエ

## 駐インドネシア大使館がない国

### 大使が本国に常駐している国
- マルタ
- リトアニア

### 大使が本国以外に常駐している国
在中華人民共和国大使館が兼轄
- アルバニア
- ボリビア
- ブルンジ
- カーボベルデ
- 中央アフリカ
- チャド
- コモロ
- 赤道ギニア
- リベリア
- マダガスカル
- モンテネグロ
- ニジェール
- サントメ・プリンシペ
- シエラレオネ
- トーゴ

在インド大使館・高等弁務官事務所が管轄
- ブータン
- ブルキナファソ
- コンゴ共和国
- コンゴ民主共和国
- ドミニカ共和国
- エリトリア
- ガイアナ
- ラトビア
- マリ
- 北マケドニア
- セーシェル
- トリニダード・トバゴ
- ウガンダ
- 南スーダン

在マレーシア大使館・高等弁務官事務所が管轄
- エスワティニ
- ガーナ
- ギニア
- ガンビア
- キルギス
- レソト
- モーリシャス
- モルディブ
- ナミビア
- タジキスタン
- タンザニア
- トルクメニスタン
- ザンビア

在日本大使館が管轄
- ベナン
- コートジボワール
- ジブチ
- ガボン
- アイスランド
- ジャマイカ
- ミクロネシア連邦
- セネガル

在アメリカ合衆国大使館が管轄
- アンティグア・バーブーダ
- バハマ
- ベリーズ
- グレナダ
- セントルシア
- セントビンセント・グレナディーン

在オーストラリア大使館・高等弁務官事務所が管轄
- ボツワナ
- エストニア
- エルサルバドル
- スロベニア[3]
- サモア
- バヌアツ

在シンガポール大使館・高等弁務官事務所が管轄
- アンゴラ
- ルワンダ

在フィリピン大使館が管轄
- マーシャル諸島
- パラオ

在タイ王国大使館が管轄
- ネパール

在英国大使館・高等弁務官事務所が管轄
- トンガ

国際連合政府代表部が管轄
- アンドラ
- ドミニカ国
- ホンジュラス
- キリバス
- ニカラグア

## 東南アジア諸国連合代表部
- オーストラリア[4]
- ブルネイ
- カンボジア
- カナダ[5]
- 中国[6]
- インド[7]
- インドネシア
- 日本[8]
- ラオス
- マレーシア
- ミャンマー
- ニュージーランド[9]
- フィリピン
- ロシア[10]
- シンガポール
- 韓国[11]
- タイ
- アメリカ[12]
- イギリス[13]
- ベトナム

## 代表部
- 台湾（台北代表部）
- 欧州連合（代表部）

## 総領事館・領事館

### デンパサール
- オーストラリア（総領事館）
- 中国（総領事館）
- 東ティモール（総領事館）
- インド（総領事館）
- 日本（総領事館）
- 大韓民国（領事館）[14]
- イギリス（領事館）[15]
- アメリカ合衆国（代理領事事務所）[16]

### メダン
- 中国（総領事館）
- インド（総領事館）
- 日本（総領事館）
- マレーシア（総領事館）
- シンガポール（総領事館）
- 東ティモール（総領事館）
- アメリカ合衆国（領事館）

### スラバヤ
- オーストラリア[17]（総領事館）
- 中国[18][19]（総領事館）
- 日本[20][21]（総領事館）
- 中華民国（台北経済文化弁事処）[22]
- アメリカ合衆国[23][19]（総領事館）

### マカッサル
- オーストラリア（総領事館）
- 日本（領事事務所）

### アタンブア（英語版）
- 東ティモール（領事館）

### バタム
- シンガポール（総領事館）

### ジャヤプラ
- パプアニューギニア（総領事館）

### クパン
- 東ティモール（総領事館）

### マナド
- フィリピン（総領事館）

### プカンバル
- マレーシア（領事館）

### ポンティアナック
- マレーシア（領事館）